# Piero Gros

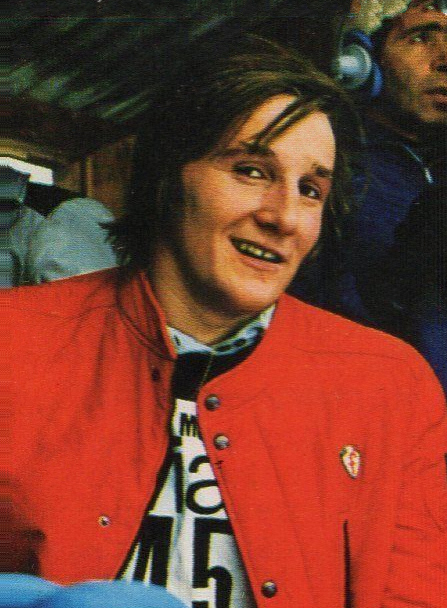
Piero Gros

Piero Gros (Sauze d'Oulx, 30 oktober 1954) is een Italiaans voormalig alpineskiër. Hij maakte deel uit van de succesvolle generatie Italiaanse skiërs die bekend staat als de Blue Avalanche.
Gros maakte zijn debuut op de wereldkampioenschappen van 1972. Hij was de jongste Italiaanse skiër ooit die een wedstrijd won van de wereldbeker alpineskiën. Hij was winnaar van de wereldbeker alpineskiën in 1974, en won de gouden medaille op de slalom tijdens de Olympische Spelen van 1976 in Innsbruck.

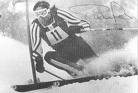
Piero Gros 1976

## Palmares

### Olympische winterspelen
- Innsbruck (1976)  
  - Gouden medaille in slalom

### Wereldkampioenschappen
- Sankt Moritz (1974)  
  - Bronzen medaille in reuzenslalom
- Garmisch-Partenkirchen (1978) 
  - Zilveren medaille in slalom

1948: Edy Reinalter ·
1952: Othmar Schneider ·
1956: Toni Sailer ·
1960: Ernst Hinterseer ·
1964: Josef Stiegler ·
1968: Jean-Claude Killy ·
1972: Francisco Fernández Ochoa ·
1976: Piero Gros ·
1980: Ingemar Stenmark ·
1984: Phil Mahre ·
1988: Alberto Tomba ·
1992: Finn Christian Jagge ·
1994: Thomas Stangassinger ·
1998: Hans Petter Buraas ·
2002: Jean-Pierre Vidal ·
2006: Benjamin Raich ·
2010: Giuliano Razzoli ·
2014: Mario Matt ·
2018: André Myhrer ·
2022: Clément Noël